# České filmové nebe
České filmové nebe (ČFN) byla česká filmová internetová databáze. Obsahovala plně interaktivní databázi všech českých a slovenských filmů, které kdy byly promítány v českých kinech. Databáze ČFN vznikla v roce 1995 a v roce 2009 byla včleněna do portálu Kinobox.

## Historie vzniku
První funkční verze databáze vznikla v roce 1995 jako studentský projekt na Vysoké škole báňské – Technické univerzitě v Ostravě. Její tvůrci byli Radek Vetešník a Petr Herudek. Tato první verze ještě nebyla opravdovou databází, každý jednotlivý film byl samostatná statická stránka. Pro vyhledávání údajů v těchto statických stránkách byly napsány skripty v programovacím jazyku C a Shell. Vzhledem k narůstajícímu množství dat byly statické stránky v roce 1999 převedeny do databáze MySQL a celý projekt byl přepsán do dynamicky generovaných webových stránek pomocí jazyku PHP.
Do roku 2002 České filmové nebe obsahovalo přibližně 650 českých a slovenských filmů. V roce 2002 se k projektu krátkodobě připojil Antonín Růžička, který autorům poskytl svůj elektronický archiv filmů, na kterém pracoval a který rozšiřoval několik desítek let. Růžičkův archiv byl sloučen se stávajícím obsahem Českého filmového nebe, a tak vznikla databáze, která v současné době zahrnuje všechny celovečerní české a slovenské filmy od němých filmů až po současnost. V roce 2009 se ČFN sloučila s portálem Kinobox a vznikla obsáhlá databáze obsahující nejen český, ale i zahraniční film.

## Filmy v databázi
Hlavní stavební položkou Českého filmového nebe byl kompletní seznam českých a slovenských filmů, které někdy byly promítány v kinech. Databáze se prioritně zabývala celovečerními filmy, měla však ve svém seznamu i středometrážní a krátké filmy. Okrajově šlo v databázi ČFN najít i televizní filmy, především pak ty ze současné doby. V rámci rozšíření s portálem Kinobox byly všechny jmenované položky zachovány, přičemž seznam televizních filmů byl významně rozšířen.
Každý film uvedený v databázi nabízí hypertextový seznam všech důležitých tvůrců daného filmu. Každý zde uvedený autor, herec, či jiná osobnost pak má svůj odkaz, kde se po kliknutí na tento odkaz lze dozvědět více informací o dané osobě, např. biografické údaje, informace o udělených ocenění, fotografie apod. 

## Žebříček filmů
Registrovaní uživatelé databáze ČFN mohli každému filmu uvedeném v databázi přiřadit body oblíbenosti na stupnici od 1 do 10 (1 pro špatný, nekvalitní film; 10 pro výborný film). V rámci sloučení došlo ke změně hodnocení, kdy se používá stupnice od 0 do 100 škálovaná po 5 bodech.
Z došlých hlasů byl pak dynamicky sestavován žebříček nejúspěšnějších filmů všech dob na základě hlasování registrovaných uživatelů. Jako vzorec pro výpočet žebříčku byl použit aritmetický průměr hlasů. Pro zachování objektivity se mohl dostat do žebříčku jen ten film, na který hlasovalo alespoň 30 různých uživatelů.

## Filmové premiéry a novinky
Autoři ČFN se snažili svým návštěvníkům poskytnout předběžné informace o všech chystaných premiérách českých filmů a to i o těch, které byly pouze mediálně ohlášeny a s jejichž natáčením se ještě ani nezačalo. Přehled premiér byl neustále průběžně aktualizován. Stránky ČFN rovněž svým návštěvníkům poskytovaly zajímavé informace a novinky ze světa české kinematografie, např. informace o festivalech, o návštěvnosti českých kin, kulatých výročích apod. To vše bylo na Kinobox zachováno.